# Jean du Quélennec
Jean du Quélennec est un nom et un prénom portés par plusieurs personnages dans l'histoire de la Bretagne, tous membres de la maison du Quélennec, originaire du Saint-Gilles-Vieux-Marché  (Côtes-d'Armor).

## JeanIerdu Quélennec
En se mariant en 1371 avec Typhaine du Faou, vicomtesse du Faou, il fit passer cette vicomté aux mains des Quélennec.

## JeanIIdu Quélennec
Fils de Jean Ier du Quélennec, il fut amiral de Bretagne entre 1433 et 1472.

## JeanIIIdu Quélennec
Fils de Jean II du Quélennec, il fut aussi amiral de Bretagne entre 1484 et 1487.

## Jean ou Guyon du Quélennec
Fils de Jean III du Quélennec, † av. 1478, seigneur du Quélennec, vicomte du Faou, héritier des charges d'amiral de Bretagne, de chambellan du duc François II et de capitaine de Brest, marié en 1440 avec Jeanne de Rostrenen (née vers 1425), dame héritière de La Roche-Helgomarc'h en Saint-Thois.
En 1463, Guyon du Quélennec était chef d'une compagnie lorsque le duc de Bretagne marcha sur Paris à la tête de 10 000 bretons.
En 1489, il resta fidèle au roi, se chargeant de garder Brest et les vaisseaux qui s'y trouvaient, combattant donc la duchesse Anne.

## JeanIVdu Quélennec
Fils de Jean III du Quélennec, Jean IV du Quélennec, est seigneur du Quélennec et meurt sans enfants.